# Mecanică hamiltoniană
În mecanică, prin ecuațiile lui Hamilton, sau simplu prin Hamiltonian, se înțelege o reformulare a mecanicii clasice, introdusă în 1833 de matematicianul irlandez William Rowan Hamilton, care la rândul său provine din ecuațiile lui Lagrange, o reformulare anterioară a mecanicii clasice introdusă de Joseph Louis Lagrange în 1788. Metoda lui Hamilton diferă de metoda lui Lagrange prin faptul că în loc să exprime ecuațiile diferențiale de ordinul doi pe un spațiu n-dimensional (n fiind numărul gradelor de libertate ale sistemului), le exprimă prin ecuații de ordinul întâi pe un spațiu 2n-dimensional, numit spațiul fazelor. 
Ca și ecuațiile lui Lagrange, ecuațiile lui Hamilton furnizează un mod nou și echivalent de a privi mecanica clasică. În general, aceste ecuații nu dau o cale mai convenabilă în rezolvarea problemelor particulare, ci mai de grabă oferă perspective de înțelegere mai profundă a mecanicii clasice și legăturile ei cu mecanica cuantică, precum și legături cu alte domenii științifice.

## Privire generală asupra ecuațiilor
Hamiltonianul descrie energia totală a unui sistem. Pentru un sistem închis, el este suma energiei cinetice și a energiei potențiale a sistemului. Hamiltonianul reprezintă un set de ecuații diferențiale, cunoscute drept ecuațiile lui Hamilton, care descriu evoluția în timp a unui sistem. Hamiltonianul poate fi folosit pentru a descrie mișcarea sistemelor simple, precum un pendul sau un arc care oscilează și care schimbă energia cinetică în energie potențială și invers, precum și pentru sisteme dinamice complexe, de exemplu orbitele planetare din mecanica cerească, sau cele din mecanica cuantică. 
Ecuațiile lui Hamilton sunt scrise la modul general sub forma:
{\displaystyle {\dot {p}}=-{\frac {\partial {\mathcal {H}}}{\partial q}}}
{\displaystyle {\dot {q}}=~~{\frac {\partial {\mathcal {H}}}{\partial p}}}
În aceste ecuații punctul denotă derivata în raport cu timpul a funcțiilor p = p(t), numit impuls generalizat, și q = q(t), numită coordonată generalizată, iar {\displaystyle {\mathcal {H}}} = {\displaystyle {\mathcal {H}}(p,q,t)} este hamiltonianul. Mai explicit, putem scrie:
{\displaystyle {\frac {\mathrm {d} }{\mathrm {d} t}}p(t)=-{\frac {\partial }{\partial q}}{\mathcal {H}}(p(t),q(t),t)}
{\displaystyle {\frac {\mathrm {d} }{\mathrm {d} t}}q(t)=~~{\frac {\partial }{\partial p}}{\mathcal {H}}(p(t),q(t),t)}
dar trebuie să specificăm domeniul în care variază timpul t.

### Baza fizică de interpretare
Dacă aplicăm ecuațiile lui Hamilton asupra unui sistem unidimensional format dintr-o particulă de masă m, cu condiții la limită independente de timp, interpretarea acestor ecuații este următoarea: Hamiltonianul {\displaystyle {\mathcal {H}}} reprezintă energia totală a sistemului formată din suma energiei cinetice și potențiale, notate tradițional cu T, respectiv V. În acest sistem q este coordonata x, iar p este impulsul mv. Astfel că, obținem:
{\displaystyle {\mathcal {H}}=T+V,\quad T={\frac {p^{2}}{2m}},\quad V=V(q)=V(x).}
De notat că T este funcție numai de p, iar V este funcție numai de x (sau q).
În ecuațiile de mai sus,  derivata în funcție de timp a impulsului p egalează forța Newtoniană, deci, din prima ecuație rezultă că forța particulei egalează rata cu care pierde energie potențială prin schimbarea coordonatei x, adică, forța egalează gradientul negativ al potențialului energetic.
Derivata în timp a lui q înseamnă viteză, deci: A doua ecuație a lui Hamilton înseamnă că viteza particulei egalează derivata energiei cinetice prin schimbarea impulsului. Prin derivare în funcție de p a formulei p2/2m se obține p/m = mv/m = v.

### Folosirea ecuațiilor lui Hamilton
1. Întâi scriem Lagrangianul L = T – V.  Exprimăm pe T și V la fel ca în ecuațiile lui Lagrange.
2. Calculăm impulsul diferențiind Lagrangianul în funcție de viteză
3. Exprimăm viteza în funcție de impuls prin inversarea expresiei de la pasul (2)
4. Calculăm Hamiltonianul folosind definiția uzuală:
{\displaystyle {\mathcal {H}}=\sum _{i}p_{i}{{\dot {q}}_{i}}-{\mathcal {L}}}. Substituim viteza folosind rezultatele de la pasul (3).
5. Aplicăm ecuațiile lui Hamilton.

## Deducerea ecuațiilor lui Hamilton
Putem obține ecuațiile lui Hamilton văzând cum se schimbă Lagrangianul unei particule în timp, spațiu și viteză:
{\displaystyle \mathrm {d} {\mathcal {L}}=\sum _{i}\left({\frac {\partial {\mathcal {L}}}{\partial q_{i}}}\mathrm {d} q_{i}+{\frac {\partial {\mathcal {L}}}{\partial {{\dot {q}}_{i}}}}\mathrm {d} {{\dot {q}}_{i}}\right)+{\frac {\partial {\mathcal {L}}}{\partial t}}\mathrm {d} t\,.}
Impulsul generalizat este definit ca {\displaystyle p_{i}={\frac {\partial {\mathcal {L}}}{\partial {{\dot {q}}_{i}}}}}, iar ecuațiile lui Lagrange ne spun că:
{\displaystyle {\frac {\mathrm {d} }{\mathrm {d} t}}\left({\frac {\partial {\mathcal {L}}}{\partial {{\dot {q}}_{i}}}}\right)-{\frac {\partial {\mathcal {L}}}{\partial q_{i}}}=0\,}
pe care o pune rescrie sub forma:
{\displaystyle {\frac {\partial {\mathcal {L}}}{\partial q_{i}}}={\dot {p}}_{i}\,}
și substituind rezultatul în diferențiala lui Lagrange, obținem:
{\displaystyle \mathrm {d} {\mathcal {L}}=\sum _{i}\left[{\dot {p}}_{i}\mathrm {d} q_{i}+p_{i}\mathrm {d} {{\dot {q}}_{i}}\right]+{\frac {\partial {\mathcal {L}}}{\partial t}}\mathrm {d} t\,.}
pe care o putem rearanja sub forma:
{\displaystyle \mathrm {d} {\mathcal {L}}=\sum _{i}\left[{\dot {p}}_{i}\mathrm {d} q_{i}+\mathrm {d} \left(p_{i}{{\dot {q}}_{i}}\right)-{{\dot {q}}_{i}}\mathrm {d} p_{i}\right]+{\frac {\partial {\mathcal {L}}}{\partial t}}\mathrm {d} t\,}
sau mai concis:
{\displaystyle \mathrm {d} \left(\sum _{i}p_{i}{{\dot {q}}_{i}}-{\mathcal {L}}\right)=\sum _{i}\left[-{\dot {p}}_{i}\mathrm {d} q_{i}+{{\dot {q}}_{i}}\mathrm {d} p_{i}\right]-{\frac {\partial {\mathcal {L}}}{\partial t}}\mathrm {d} t\,.}
Termenul din stanga egalului este Hamiltonianul definit anterior, deci:
{\displaystyle \mathrm {d} {\mathcal {H}}=\sum _{i}\left[-{\dot {p}}_{i}\mathrm {d} q_{i}+{{\dot {q}}_{i}}\mathrm {d} p_{i}\right]-{\frac {\partial {\mathcal {L}}}{\partial t}}\mathrm {d} t=\sum _{i}\left[{\frac {\partial {\mathcal {H}}}{\partial q_{i}}}\mathrm {d} q_{i}+{\frac {\partial {\mathcal {H}}}{\partial p_{i}}}\mathrm {d} p_{i}\right]+{\frac {\partial {\mathcal {H}}}{\partial t}}\mathrm {d} t\,}
a doua egalitate fiind dată de definiția derivatelor parțiale. Asociind termenii din ambele parți ale egalului, obținem de fapt ecuațiile canonice ale lui Hamilton:
{\displaystyle {\frac {\partial {\mathcal {H}}}{\partial q_{j}}}=-{\dot {p}}_{j}\,,\quad {\frac {\partial {\mathcal {H}}}{\partial p_{j}}}={\dot {q}}_{j}\,,\quad {\frac {\partial {\mathcal {H}}}{\partial t}}=-{\partial {\mathcal {L}} \over \partial t}\,.}
Aceste ecuații au avantajul că {\displaystyle {\dot {p}}_{i}} și {\displaystyle {\dot {q}}_{i}} apar ca funcții explicite de {\displaystyle {p}_{1},...,{p}_{i},\;{q}_{1},...,{q}_{i}} și {\displaystyle t\,}.

## Reformularea mecanicii lui Lagrange
Începând cu mecanica lui Lagrange, ecuațiile de mișcare se bazează pe coordonatele generalizate:
{\displaystyle \left\{\,q_{j}|j=1,\ldots ,N\,\right\}}
și similar vitezele generalizate:
{\displaystyle \left\{\,{\dot {q}}_{j}|j=1,\ldots ,N\,\right\}}
Deci, putem scrie Lagrangianul sub forma: 
{\displaystyle {\mathcal {L}}(q_{j},{\dot {q}}_{j},t)}
unde indicii j variază de la 1 la N. Mecanica hamiltoniană are drept scop înlocuirea vitezelor generalizate cu impulsurile generalizate, cunoscute și sub numele de coordonate canonice. 
Fiecărei viteze generalizate îi corespunde o coordonată canonică, definită prin:
{\displaystyle p_{j}={\partial {\mathcal {L}} \over \partial {\dot {q}}_{j}}}
În coordonate Carteziene, impulsul generalizat corespunde exact impulsului. În coordonate polare, impulsul generalizat corespunde momentului unghiular, iar prin alegerea unei coordonate generalizate oarecare, este posibil să nu obținem o interpretare intuitivă fizică a coordonatei canonice.
Un lucru care nu este prea evident în acestă formulare dependentă de coordonată, faptul că, diferite coordonate generalizate nu sunt altceva decât sisteme de coordonate diferite ale aceluiași spațiu vectorial.
Hamiltonianul este de fapt transformarea Legendre a Lagrangianului:
{\displaystyle {\mathcal {H}}\left(q_{j},p_{j},t\right)=\sum _{i}{\dot {q}}_{i}p_{i}-{\mathcal {L}}(q_{j},{\dot {q}}_{j},t)}
În cazul în care ecuațiile de transformare care definesc coordonatele generalizate sunt independente de t, iar Lagrangianul este o sumă de produse de funcții (în coordonate generalizate), care sunt omogene de ordinul 0, 1 sau 2, atunci se poate demonstra că H este egală cu energia totală E=T+V.
Diferențiind pe {\displaystyle {\mathcal {H}}}, obținem:
{\displaystyle {\begin{aligned}\mathrm {d} {\mathcal {H}}&=\sum _{i}\left[\left({\partial {\mathcal {H}} \over \partial q_{i}}\right)\mathrm {d} q_{i}+\left({\partial {\mathcal {H}} \over \partial p_{i}}\right)\mathrm {d} p_{i}\right]+\left({\partial {\mathcal {H}} \over \partial t}\right)\mathrm {d} t\qquad \qquad \quad \quad \\\\&=\sum _{i}\left[{\dot {q}}_{i}\,\mathrm {d} p_{i}+p_{i}\,\mathrm {d} {\dot {q}}_{i}-\left({\partial {\mathcal {L}} \over \partial q_{i}}\right)\mathrm {d} q_{i}-\left({\partial {\mathcal {L}} \over \partial {\dot {q}}_{i}}\right)\mathrm {d} {\dot {q}}_{i}\right]-\left({\partial {\mathcal {L}} \over \partial t}\right)\mathrm {d} t\end{aligned}}}
Substiuind coordonata generalizată definită anterior în acestă ecuație, obținem ecuațiile de mișcare ale lui Hamilton, numite ecuațiile canonice ale lui Hamilton:
{\displaystyle {\frac {\partial {\mathcal {H}}}{\partial q_{j}}}=-{\dot {p}}_{j},\qquad {\frac {\partial {\mathcal {H}}}{\partial p_{j}}}={\dot {q}}_{j},\qquad {\frac {\partial {\mathcal {H}}}{\partial t}}=-{\partial {\mathcal {L}} \over \partial t}}
Ecuațiile lui Hamilton sunt ecuații diferențiale de ordinul întâi, ele fiind mai ușor de rezolvat decât ecuațiile lui Lagrange, care sunt de ordinul doi. Cu toate acestea, pași care conduc la ecuațiile de mișcare sunt mai costisitori decât în mecanica lui Lagrange - începând cu coordonatele generalizate și Lagrangianul, trebuie să calculăm hamiltonianul exprimând fiecare viteză generalizată în termenii coordonatelor generalizate, pe care o vom înlocui în hamiltonian. În final, vom obține aceeași soluție ca în mecanica lui Lagrange sau folosind legile de mișcare Newtoniene.
Principala atracție a hamiltonianului fiind aceea că, oferă o bază pentru rezultate mai profunde în teoria mecanicii clasice, precum și legătura ei cu mecanica cuantică.

## Geometria sistemelor Hamiltoniene
Sistemele Hamiltoniene pot fi înțelese ca spații fibrate E peste timpul R, cu fibrajul Et, t ∈ R,  R fiind spațiul pozițiilor. Astfel Lagrangianul este o funcție pe un spațiu fibrat neted J peste E. Luând transformata Legendre a Lagrangianului, obținem o funcție de timp pe spațiul fibrat dual, a cărei fibră la timpul t este spațiul cotangent T*Et, care este înzestrat cu un spațiu vectorial natural, iar această ultimă funcție este Hamiltonianul.

## Generalizarea mecanicii cuantice prin intermediul parantezelor lui Poisson
Ecuațiile lui Hamilton sunt bune pentru mecanica clasică, dar nu și pentru mecanica cuantică, deoarece ecuațiile diferențiale în cauză precizează că se cunosc simultan și cu exactitate poziția și impulsul unei particule, oricare ar fi timpul t. Cu toate acestea, ecuațiile pot fi generalizate pentru a fi apoi extinse la mecanica cuantică, precum și la mecanica clasică, prin deformarea algebrei Poisson peste p și q pentru o algebră de paranteze Moyal. 
Mai precis, sub o formă mai generală ecuația lui Hamilton se scrie:
{\displaystyle {\frac {\mathrm {d} f}{\mathrm {d} t}}=\{f,{\mathcal {H}}\}+{\frac {\partial f}{\partial t}}}
unde f este o funcție de p și q, iar H hamiltonianul. Pentru a afla regulile de evaluare a unei paranteze Poisson, fără a recurge la ecuații diferentiale, a se vedea algebra Lie, care specifică: o paranteză Poisson este numele pentru o paranteză Lie într-o algebră Poisson. Aceste paranteze Poisson pot fi extinse la paranteze Moyal, corespunzătoare unei algebre Lie neechivalentă, după cum a dovedit H Groenewold, descriind difuzia din mecanica cuantică în spațiul fazelor (a se vedea principiul de incertitudine și cuantificare Weyl). Această abordare algebrică, nu numai că permite prelungirea   probabilității de distribuție din spațiul fazelor la probabilitatea de distribuție cvasi-Wigner, dar o simplă paranteză Poisson clasică, oferă un puternic ajutor în analiza mărimilor care se conservă într-un sistem oarecare.

## Formalismul matematic
Orice funcție reală netedă H pe o mulțime simplectică poate fi folosită pentru definirea unui sistem Hamiltonian. Funcția H este cunoscută ca Hamiltonian sau funcția energetică, iar mulțimea simplectică se numește spațiul fazelor. Hamiltonianul induce un câmp vectorial special peste o mulțime simplectică, cunoscut drept câmp vectorial simplectic.
Câmpul vectorial simplectic, numit și câmp vectorial Hamiltonian, induce un flux Hamiltonian peste această mulțime. Curbele integrale ale câmpului vectorial sunt o familie uniparametrică de transformări ale mulțimii, parametrul curbelor numindu-se timp, iar evoluția în timp este dată prin simplectomorfism, care păstrează volumul în spațiul fazelor conform teoremei lui Liouville. Colecția simplectomorfismelor indusă de fluxul Hamiltonian este numită mecanica Hamiltoniană a unui sistem Hamiltonian.
Structura simplectică induce o paranteză Poisson, iar paranteza Poisson dă spațiul funcțiilor pe structura mulțimii unei algebre Lie.
Fiind dată funcția f, aven: 
{\displaystyle {\frac {\mathrm {d} }{\mathrm {d} t}}f={\frac {\partial }{\partial t}}f+\{\,f,{\mathcal {H}}\,\}.}
Dacă avem o probabilitate de distribuție ρ, deoarece viteza din spațiul fazelor ({\displaystyle {{\dot {p}}_{i}},{{\dot {q}}_{i}}}) are divergența egală cu zero și probabilitatea se conservă, derivata ei convectivă este zero și putem scrie:
{\displaystyle {\frac {\partial }{\partial t}}\rho =-\{\,\rho ,{\mathcal {H}}\,\}.}
Aceasta se numește teorema lui Liouville: Fiecare funcție netedă G peste o mulțime simplectică generează o familie uniparametrică de simplectomorfisme, iar dacă { G, H } = 0, atunci G se conservă, iar simplectomorfismele sunt transformări simetrice.
Hamiltonianul poate avea multe cantități Gi care se conservă. Dacă mulțimea simplectică are dimensiunea 2n și dacă există n cantități Gi independente funcțional care se conservă, fiind în involuție (adică, { Gi, Gj } = 0), atunci Hamiltonianul este integrabil în sensul lui Liouville. Teorema Liouvile-Arnol’d afirmă că, local orice Hamiltonian integrabil în sensul lui Liouville poate fi transformat printr-un simplectomorfism într-un Hamiltonian cu cantitățile Gi conservate sub forma coordonatelor, iar noile coordonate se numesc coordonate unghi-acțiune. Hamiltonianul transformat depinde numai de Gi, și astfel ecuația de mișcare capătă forma simplă:
{\displaystyle {\dot {G}}_{i}=0,\qquad {\dot {\varphi }}_{i}=F(G),}
pentru câteva funcții F (Arnol'd et al., 1988). De altfel, există o serie întreagă de lucrări care se concentrează pe micile deviații față de sistemele integrabile guvernate de teorema KAM.
Integrabilitatea câmpului vectorial Hamiltonian este încă o problemă deschisă. În general, sistemele Hamiltoniene sunt haotice, iar conceptele de măsură, de completitudine, de integrabilitate și stabilitate sunt slab definite.

## Mulțimi Riemanniane
Un caz special important este acela în care Hamiltonianul are formă pătratică, adică poate fi scris sub forma:
{\displaystyle {\mathcal {H}}(q,p)={\frac {1}{2}}\langle p,p\rangle _{q}}
unde {\displaystyle \langle \cdot ,\cdot \rangle _{q}\,} este un produs scalar care variază lent pe spațiul fibrat {\displaystyle T_{q}^{*}Q\,}, spațiul cotangent în punctul q din spațiul configurațiilor, uneori numit și cometrică. Acest Hamiltonian se bazează în totalitate pe energia cinetică.
Dacă se consideră o mulțime Riemanniană sau o pseudo-mulțime Riemanniană, metrica Riemanniană induce un izomorfism liniar între fibrajul tangent și cel cotangent (vezi Izomorfism canonic). Folosind acest izomorfism, putem defini o cometrică. În coordonate, matricea care definește o cometrică este inversa unei matrici care definește o metrică. Soluțiile ecuațiilor Hamilton-Jacobi pentru acest Hamiltonian sunt aceleași ca ale geodezicelor unui mulțimi. În particular, fluxul Hamiltonian în acest caz este același ca al fluxului geodezic. Pentru detalii vezi articolele Geodezică și Geodezice ca flux Hamiltonian.

## Submulțimi Riemanniene
Atunci când cometrica este degenerată, acesta nu este inversabilă. În acest caz, nu avem o mulțime Riemanniană și nici metrică. Totuși, Hamiltonianul încă există. În cazul în care cometrica este degenerată în fiecare punct q al mulțimii Q din spațiul configurațiilor, astfel încât rangul cometricii este mai mic decât dimensiunea grupului Q, avem o submulțime Riemanniană.
În acest caz, Hamiltonianul este cunoscut sub numele de Hamiltonianul submulțimii Riemenniene. Fiecare astfel de Hamiltonian determină în mod unic cometrica, și vice-versa. Acest lucru presupune ca fiecare submulțime Riemanniană să fie unic determinată de Hamiltonianul submulțimii Riemanniene, deci, este adevărat faptul că: fiecare submulțime Riemanniană are un unic Hamiltonian al submulțimii Riemanniene. Existența subgeodezicelor Riemanniene este dată de teorema Chow-Rashevskii.
Un exemplu simplu de submulțime Riemanniană este grupul Heisenberg real. Pentru acest grup Hamiltonianul este dat de:
{\displaystyle {\mathcal {H}}(x,y,z,p_{x},p_{y},p_{z})={\frac {1}{2}}\left(p_{x}^{2}+p_{y}^{2}\right)}.
{\displaystyle p_{z}\,} nefiind implicat în Hamiltonian.

## Algebra Poisson
Sistemele Hamiltoniene pot fi generalizate în diverse feluri. În loc de privi în mod simplist la algebra funcțiilor netede peste o mulțime simplectică, mecanica Hamiltoniană poate fi formulată ca o algebră Poisson comutativă reală unitară. O stare este o funcțională liniară continuă pe algebra Poisson, înzestrată cu a topologie corespunzătoare, astfel încât, pentru orice element A al algebrei, A² este un număr real nenegativ.
O generalizare a celor expuse mai sus este dată de dinamica Nambu.

## Particule încărcate într-un câmp electromagnetic
O bună ilustrare a mecanicii Hamiltoniene este dată de Hamiltonianul unei particule încărcate într-un câmp electromagnetic. În coordonate carteziene, adică {\displaystyle q_{i}=x_{i}\,}, Lagrangianul nerelativist clasic al particulei în câmpul electromagnetic este:
{\displaystyle {\mathcal {L}}=\sum _{i}{\tfrac {1}{2}}m{\dot {x}}_{i}^{2}+\sum _{i}e{\dot {x}}_{i}A_{i}-e\phi ,}
unde e este sarcina electrică a particulei (nu neapărat sarcina electronului), {\displaystyle \phi \,} este potențialul electric scalar, iar {\displaystyle A_{i}\,} sunt componentele potențialului electric vector.
Impulsul generalizat poate fi derivat din:
{\displaystyle p_{j}={\frac {\partial L}{\partial {\dot {x}}_{j}}}=m{\dot {x}}_{j}+eA_{j}.}
Rearanjând, putem exprima viteza în funcție de impuls:
{\displaystyle {\dot {x}}_{j}={\frac {p_{j}-eA_{j}}{m}}.}
Substituind în Hamiltonian și rearanjând, se obține:
{\displaystyle {\mathcal {H}}=\sum _{i}{\dot {x}}_{i}p_{i}-{\mathcal {L}}=\sum _{i}{\frac {(p_{i}-eA_{i})^{2}}{2m}}+e\phi .}
Acestă ecuație este frecvent folosită în mecanica cuantică.

## Particulă relativistă încărcată în câmp electromagnetic
Lagrangianul pentru o particulă relativistă încărcată este dat de:
{\displaystyle {\mathcal {L}}[t]=-mc^{2}{\sqrt {1-{\frac {{{\dot {\vec {x}}}[t]}^{2}}{c^{2}}}}}-e\phi [{\vec {x}}[t],t]+e{\dot {\vec {x}}}[t]\cdot {\vec {A}}[{\vec {x}}[t],t]\,.}
Impulsul canonic total al particulei este:
{\displaystyle {\vec {P}}\,[t]={\frac {\partial {\mathcal {L}}[t]}{\partial {\dot {\vec {x}}}[t]}}={\frac {m{\dot {\vec {x}}}[t]}{\sqrt {1-{\frac {{{\dot {\vec {x}}}[t]}^{2}}{c^{2}}}}}}+e{\vec {A}}[{\vec {x}}[t],t]\,,}
adică, suma impulsului și a potențialului cinetic.
Rezolvând, obținem viteza:
{\displaystyle {\dot {\vec {x}}}[t]={\frac {{\vec {P}}\,[t]-e{\vec {A}}[{\vec {x}}[t],t]}{\sqrt {m^{2}+{\frac {1}{c^{2}}}{\left({\vec {P}}\,[t]-e{\vec {A}}[{\vec {x}}[t],t]\right)}^{2}}}}\,.}
Deci Hamiltonianul este:
{\displaystyle {\mathcal {H}}[t]={\dot {\vec {x}}}[t]\cdot {\vec {P}}\,[t]-{\mathcal {L}}[t]=c{\sqrt {m^{2}c^{2}+{\left({\vec {P}}\,[t]-e{\vec {A}}[{\vec {x}}[t],t]\right)}^{2}}}+e\phi [{\vec {x}}[t],t]\,.}
din care obținem ecuația forței (echivalentă cu ecuația Euler-Lagrange):
{\displaystyle {\dot {\vec {P}}}=-{\frac {\partial {\mathcal {H}}}{\partial {\vec {x}}}}=e({\vec {\nabla }}{\vec {A}})\cdot {\dot {\vec {x}}}-e{\vec {\nabla }}\phi \,}
pe care derivând-o, obținem:
{\displaystyle {\frac {d}{dt}}\left({\frac {m{\dot {\vec {x}}}}{\sqrt {1-{\frac {{\dot {\vec {x}}}^{2}}{c^{2}}}}}}\right)=e{\vec {E}}+e{\dot {\vec {x}}}\times {\vec {B}}\,.}
O expresie echivalentă pentru Hamiltonian în funcție de impulsul relativist {\displaystyle {\vec {p}}=\gamma m{\dot {\vec {x}}}[t]\,,} este:
{\displaystyle {\mathcal {H}}[t]={\dot {\vec {x}}}[t]\cdot {\vec {p}}\,[t]+{\frac {mc^{2}}{\gamma }}+e\phi [{\vec {x}}[t],t]=\gamma mc^{2}+e\phi [{\vec {x}}[t],t]=E+V\,.}
Acestă formulare are avantajul că {\displaystyle {\vec {p}}} poate fi măsurat experimental, iar {\displaystyle {\vec {P}}} nu. De notat că Hamiltonianul (energia totală) poate fi văzut ca suma energiilor relativiste {\displaystyle E=\gamma mc^{2}\,,} plus potențialul energetic, {\displaystyle V=e\phi \,.}

## Principiul lui Hamilton aplicat corpurilor deformabile
Principiul lui Hamiltion este un principiu variațional în elasticitate. În contrast cu un sistem compus din corpuri rigide, corpurile deformabile au o infinitate de grade de libertate și umplu o regiune din spațiu ca un mediu continuu; consecvent, starea sistemului este descrisă folosind funcții continue de spațiu și timp. Principiul lui Hamilton extins la astfel de corpuri este dat de:
{\displaystyle \int _{t1}^{t2}\left[\delta W_{e}+\delta T-\delta U\right]dt=0}
unde {\displaystyle T\,}  este energia cinetică, {\displaystyle U\,} este energia elastică, {\displaystyle W_{e}\,} este lucrul mecanic al forțelor exterioare asupra corpului, iar {\displaystyle t_{1},t_{2}\,} timpul inițial și final. Dacă sistemul este conservativ, lucrul mecanic al forțelor exterioare poate deriva dintr-un potențial scalar {\displaystyle V\,}. În acest caz:
{\displaystyle \delta \int _{t1}^{t2}\left[T-(U+V)\right]dt=0}
Acesta este Principiul lui Hamiton și este invariant la transformări de coordonate.